# Izapa

Izapa e altri siti del Periodo Formativo.

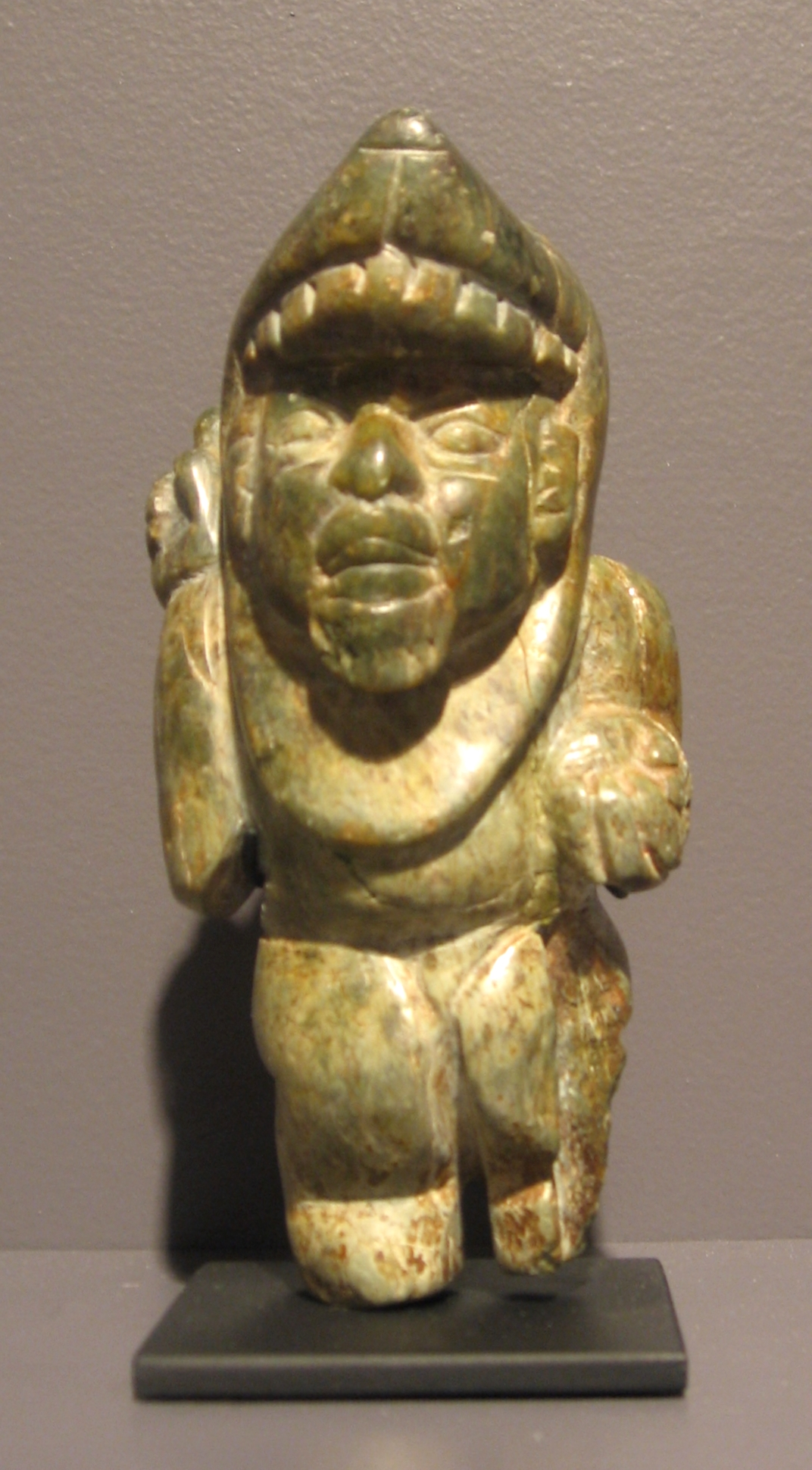
Figura in pietra verde proveniente da Izapa,
datata nel periodo compreso tra il 300 a.C. il 250 d.C.

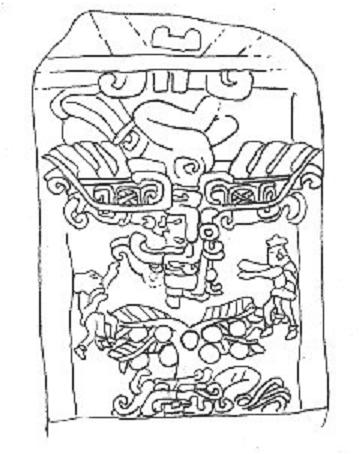
Stele 2 di Izapa

Izapa è un sito archeologico pre-colombiano della civiltà Maya, il più grande nello stato messicano del Chiapas, che fiorì nel tardo periodo formativo. La città era sorta sul fiume Izapa vicino al vulcano Tacaná.
Gli insediamenti di Izapa si estendevano per oltre 1,4 miglia, e la città raggiunse il periodo di massimo splendore tra il 600 a.C. e il 100; alcuni archeologi hanno proposto una teoria che daterebbe il primo insediamento nella zona intorno al 1500 a.C., che renderebbe Izapa antico quanto i siti Olmechi di San Lorenzo Tenochtitlán e La Venta. La città rimase abitata per tutto il periodo del Tardo Classico.
A causa del numero di oggetti, manufatti e stele ritrovate ad Izapa, il termine stile di Izapa è stato coniato per indicare opere architettoniche costruite in modo simile che sono state rinvenute presso la costa pacifica, tra cui nei siti di Takalik Abaj e Kaminaljuyu.
Izapa si trova su un terreno formato da materiale di origine vulcanica, fertile e adatto all'agricoltura. L'area attorno ad Izapa era un centro importante dove si produceva il cacao, conosciuta come Soconusco, che veniva sfruttata dagli Aztechi.
Izapa era un sito esteso che comprendeva un gruppo di 80-130 tumuli, dei quali solo metà sono stati scavati e restaurati. Nella città vi erano piramidi, piazze e due giardini da gioco della palla. 
Izapa è stato costruito allineato con il vulcano Tacaná e sembra essere situato verso l'orizzonte corrispondente al solstizio invernale.
Michael Coe descrive Izapa come un punto di unione tra gli Olmechi e i Maya. Sostiene la propria teoria indicando il gran numero di motivi artistici in stile olmeco in uso nella città, tra cui la rappresentazione di giaguari, bocche umane, croci di San Andrea, palpebre di fuoco, cieli e nuvole, e figurine rappresentanti facce. Coe indica che alcuni elementi della cultura Maya fossero derivati dagli abitanti di Izapa, che ne influenzarono lo stile artistico, architettonico e anche il pantheon di divinità.
Altri archeologi sostengono che non ci sono abbastanza prove e che il termine stile di Izapa si debba usare solo per indicare la particolare arte di quella città. Virginia Smith afferma che l'arte di Izapa sia troppo peculiare e diversa dagli altri stili per essere un risultato dell'interazione tra cultura Maya e Olmeca, e che non si sia diffusa in luoghi lontani dal sito di origine.
Il sito di Izapa è noto per il suo stile artistico. L'arte del sito comprende sculture, stele, e altari. Le steli e gli altari (dalle sembianze di rane) erano spesso associati e simboleggiavano la pioggia. Vi sono oggetti provvisti di ali, divinità dalle lunghe labbra (tipiche del dio Chaac dei Maya), rappresentazioni del cielo e delle nubi (tipiche degli Olmechi), rappresentazioni di animali (coccodrilli, giaguari, rane, pesci, uccelli).
Garth Norman ha stabilito che nel sito vi fossero 89 steli, 61 altari, 3 troni, e 68 monumenti di altro tipo. In contrasto con le sculture degli Epi-Olmechi e della cultura classica di Veracruz, a 550 km di distanza, le sculture di Izapa mostrano soggetti mitologici e religiosi, di natura cerimoniale e narrativa. 
Inoltre, a differenza delle stele degli Epi-Olmechi e dei Maya, quelle di Izapa raramente mostrano dei glifi. Questo potrebbe indicare che gli abitanti della città non avessero conoscenza di un sistema di scrittura, ma Julia Guernsey, autrice di diversi studi sulla scultura di Izapa, ha proposto che i monumenti fossero appositamente costruiti senza alcun riferimento linguistico e che "la posizione di Izapa come punto di collegamento tra due regioni linguistiche (principalmente Mixe-Zoque e Maya) potrebbe aver favorito lo sviluppo di strategie comunicative non-verbali".

## Costruzioni importanti
La Stele 1 mostra una divinità dalle labbra lunghe, che Coe descrive come una versione del dio Maya della pioggia e dei fulmini, Chaac. Il dio è rappresentato mentre cammina sull'acqua e raccoglie pesce in un cesto.
La Stele 2, come la Stele 25, è collegata alla battaglia degli eroi gemelli contro Vucub Caquix, un uccello-demone dell'oltretomba.
La Stele 3 mostra un dio che porta una mazza. La gamba del dio si trasforma in un serpente mentre muove il corpo.
La Stele 4 mostra una danza di uccelli dove un re si trasforma in un uccello. La trasformazione potrebbe essere un simbolo di sciamanismo e estasi, dove lo sciamano usava sostanze allucinogene per raggiungere un altro mondo. La stele potrebbe indicare che a capo della città vi fosse uno sciamano, che gestiva il potere politico e religioso.
La Stele 5 mostra un complesso rilievo. Al centro vi è un albero, circondato da una dozzina di figure umane.
La Stele 8 mostra un governatore seduto su un trono. La scena mostrata viene spesso confrontata con il Trono 1, situato presso la colonna centrale di Izapa.
La Stele 21 mostra una rara rappresentazione di uno scontro violento di divinità, con un guerriero che tiene in mano la testa di un dio decapitato.
La Stele 25 mostra probabilmente una scena di Popol Vuh. L'immagine sulla stele rappresenta i gemelli eroi che colpiscono un dio uccello con una cerbottana.

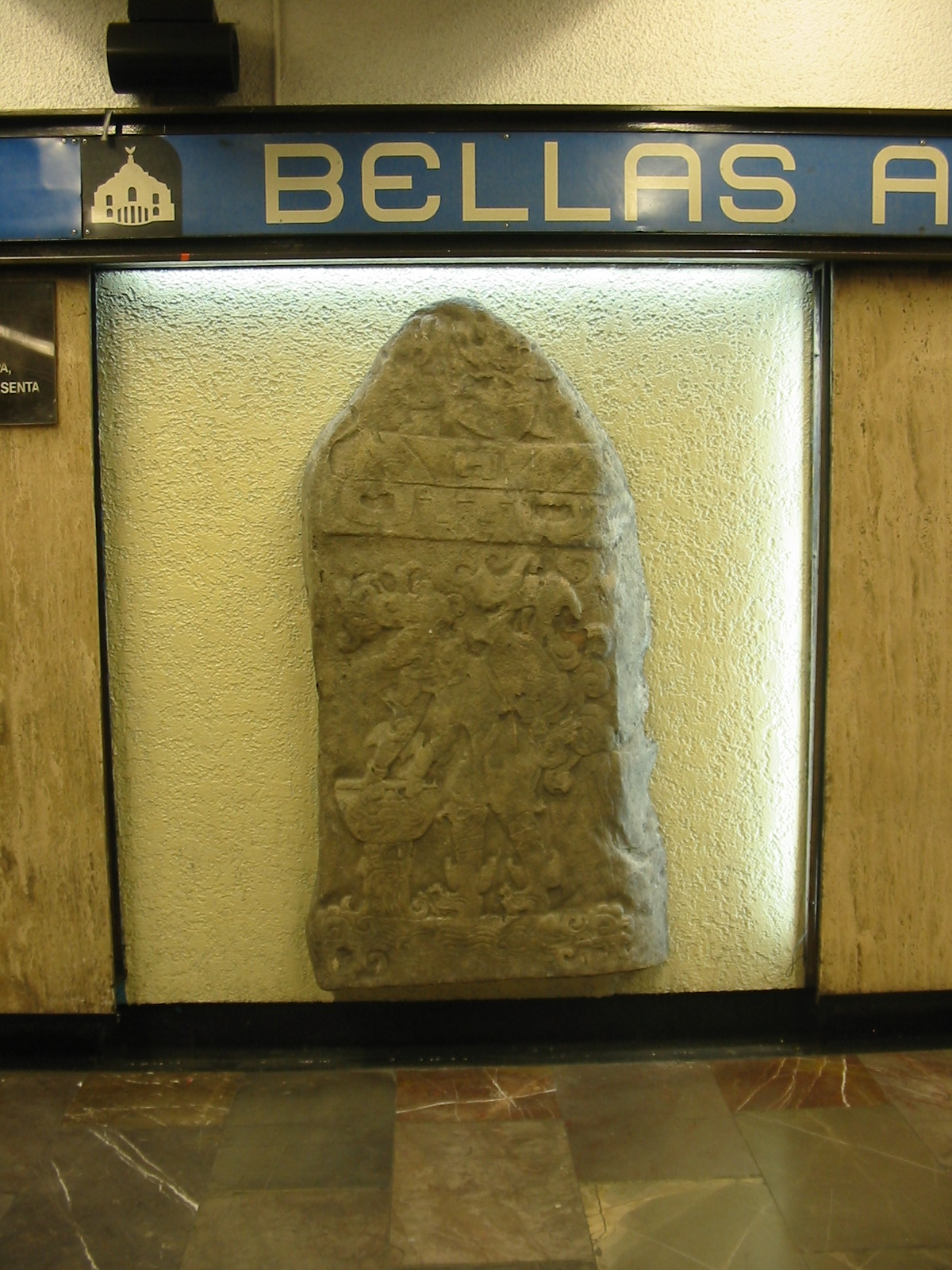
Replica di lapide proveniente da Izapa, Metro Bellas Artes, Città del Messico
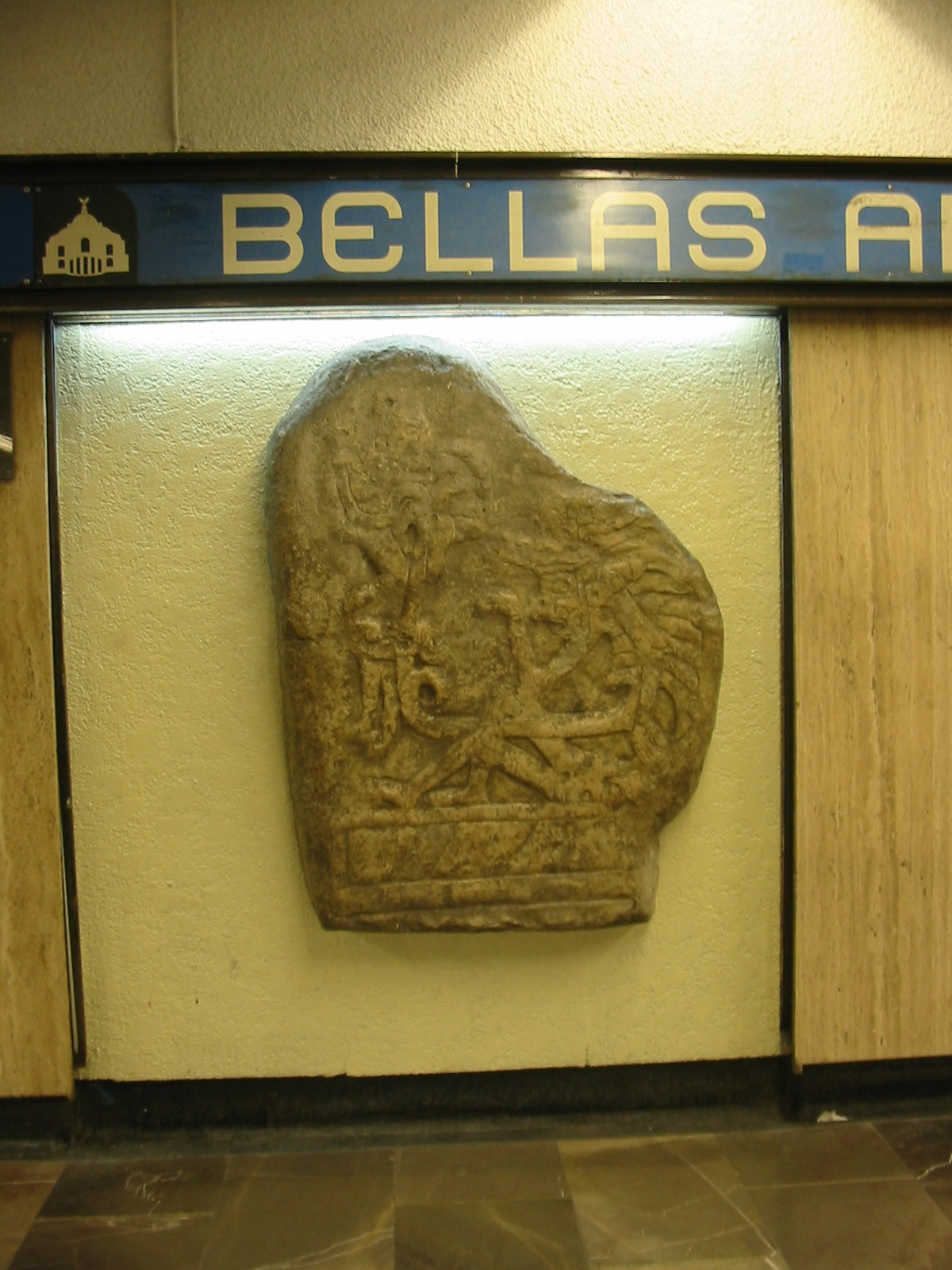
Replica di lapide proveniente da Izapa, Metro Bellas Artes, Città del Messico
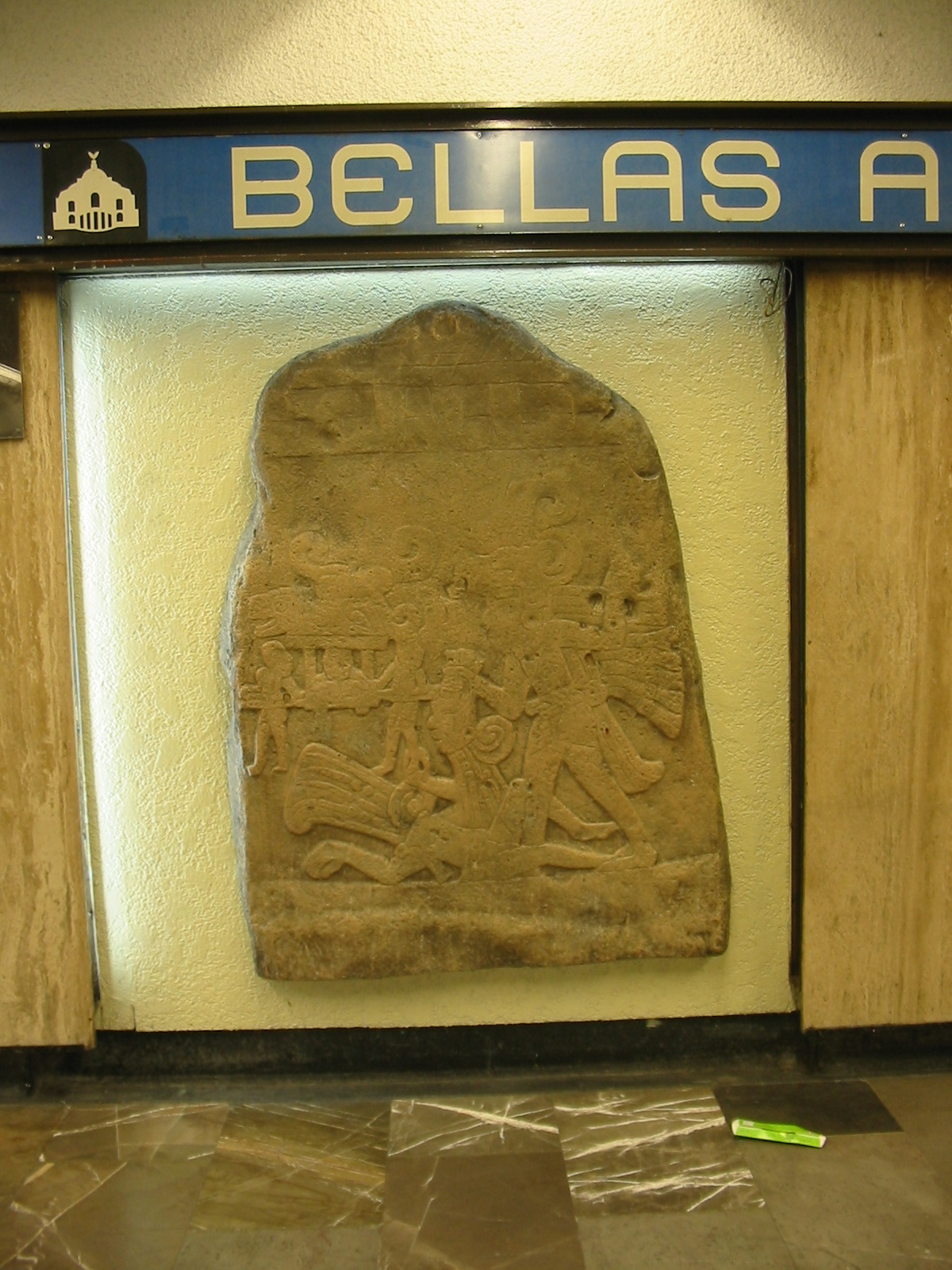
Replica di lapide proveniente da Izapa, Metro Bellas Artes, Città del Messico
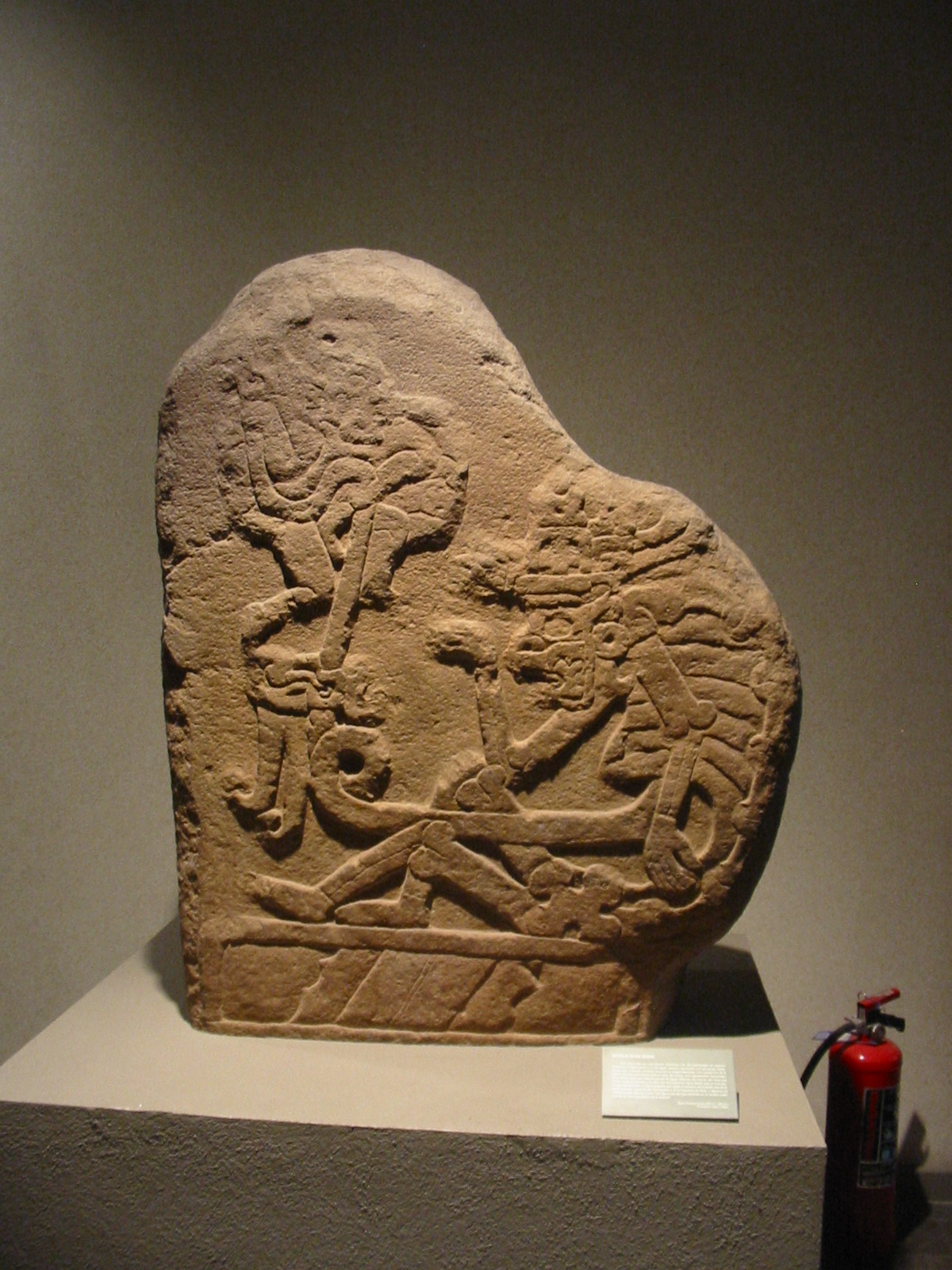
Stele 50
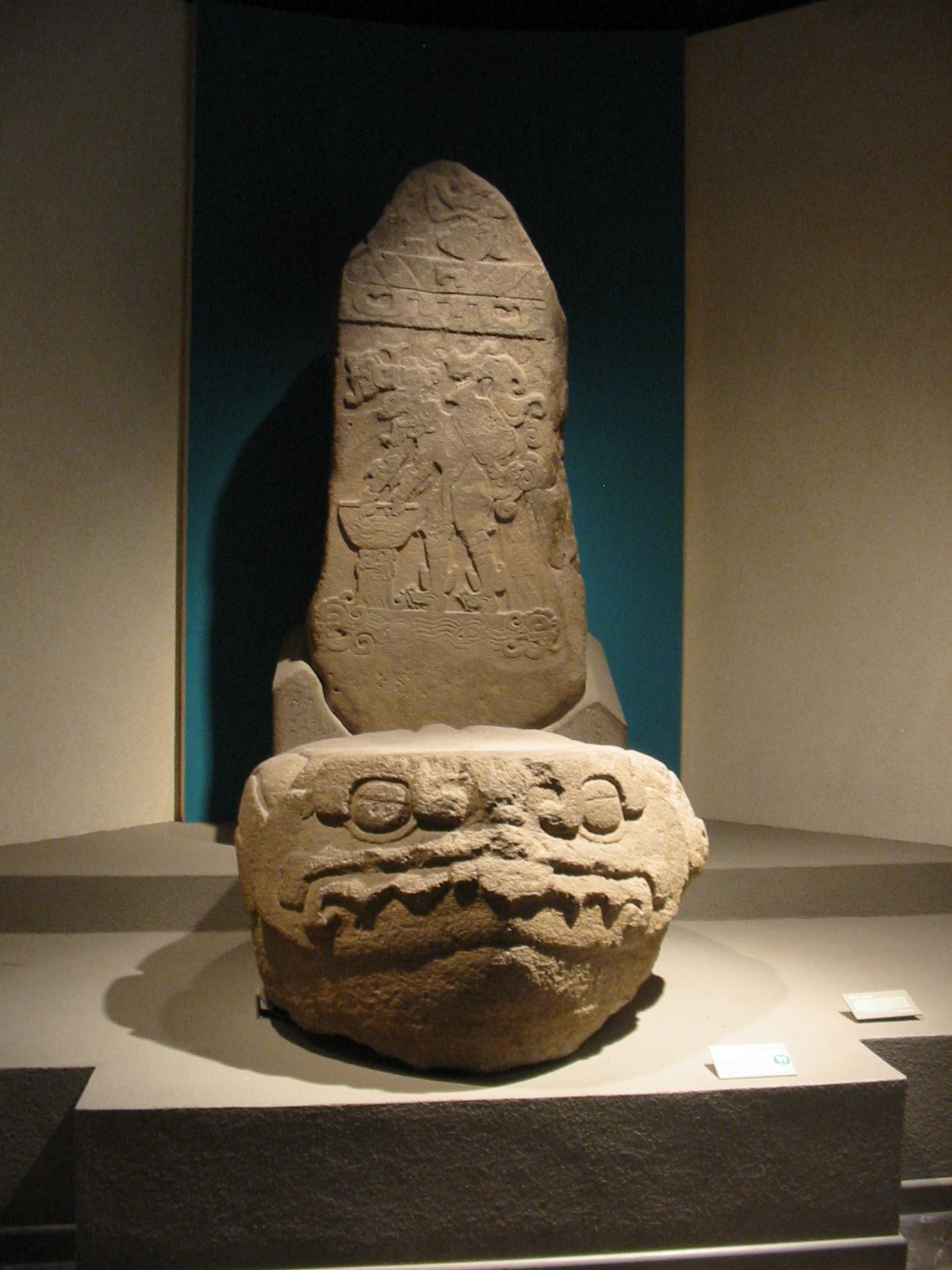
Stele 1
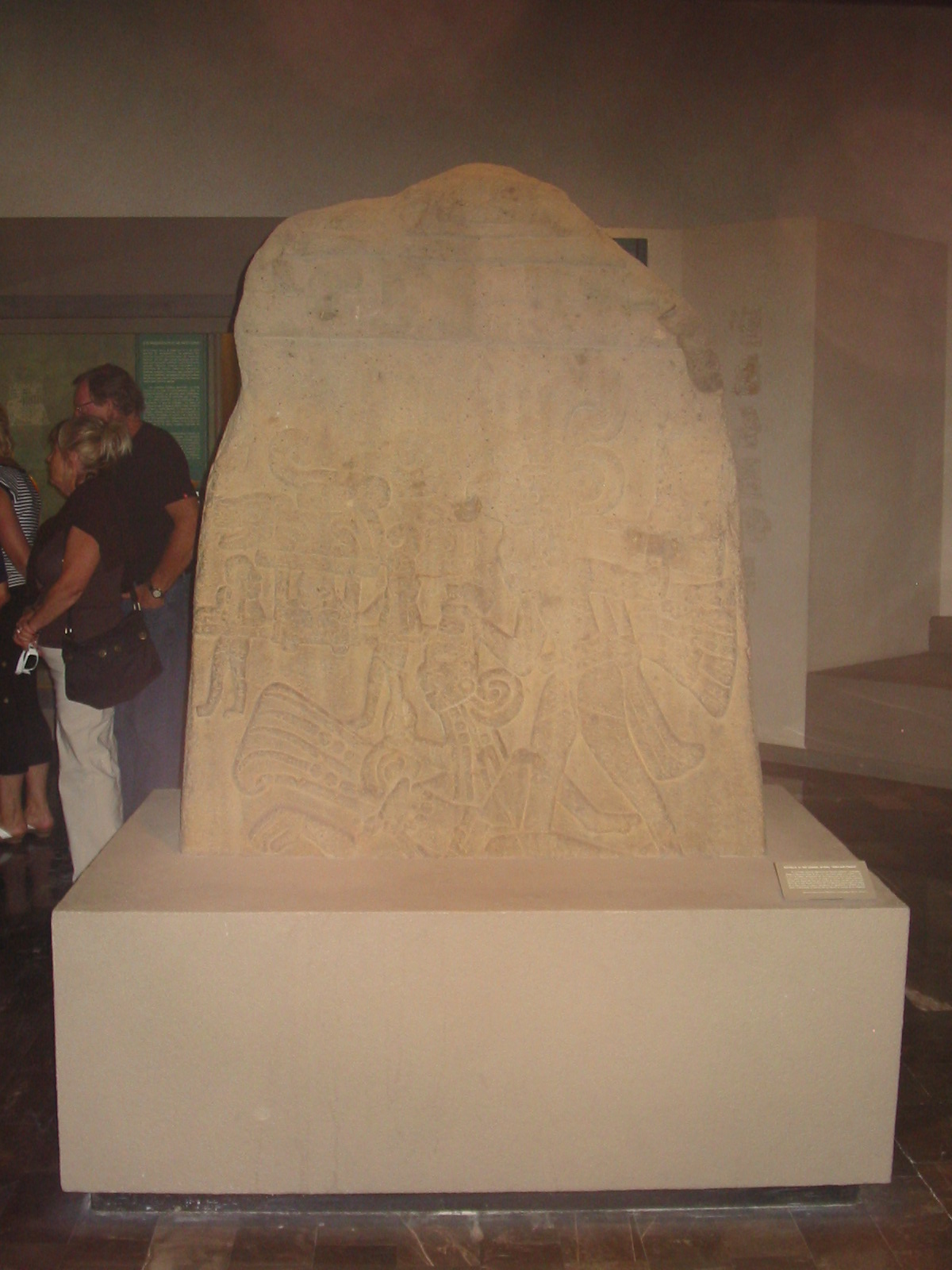
Stele 21
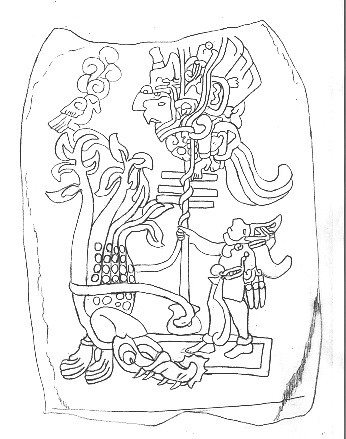
Stele 25